# Os angular
L'os angular és un os gros del maxil·lar inferior dels amfibis i els rèptils (incloent-hi els ocells) que connecta amb tots els altres ossos del maxil·lar inferior: el dental (que forma el maxil·lar inferior sencer en els mamífers), l'esplenial, el suprangular i l'articular. És homòleg a l'os timpànic dels mamífers, a causa de la incorporació de diversos ossos de la mandíbula a l'orella mitjana dels mamífers cap al principi de l'evolució dels mamífers.
En els teràpsids primitius (els avantpassats directes dels mamífers i els seus parents), el maxil·lar inferior es compon del dental i un conjunt d'ossos «postdentals» més petits situats prop de l'articulació mandibular. A mesura que el dental anava creixent al llarg de milions d'anys, dos d'aquests ossos, l'articular i l'angular, anaren minvant fins que el dental entrà en contacte directe amb el maxil·lar superior. Fins i tot abans de perdre la seva funció articular, aquests ossos postdentals probablement transmetien les vibracions dels sons a l'estrep i, en alguns teràpsids, a una placa encorbada que podria haver sostingut una membrana capaç de detectar vibracions a l'angular. Finalment, es desenvolupà en l'ectotimpànic, que sosté la membrana timpànica dins de les orelles dels mamífers moderns.